# Reversis

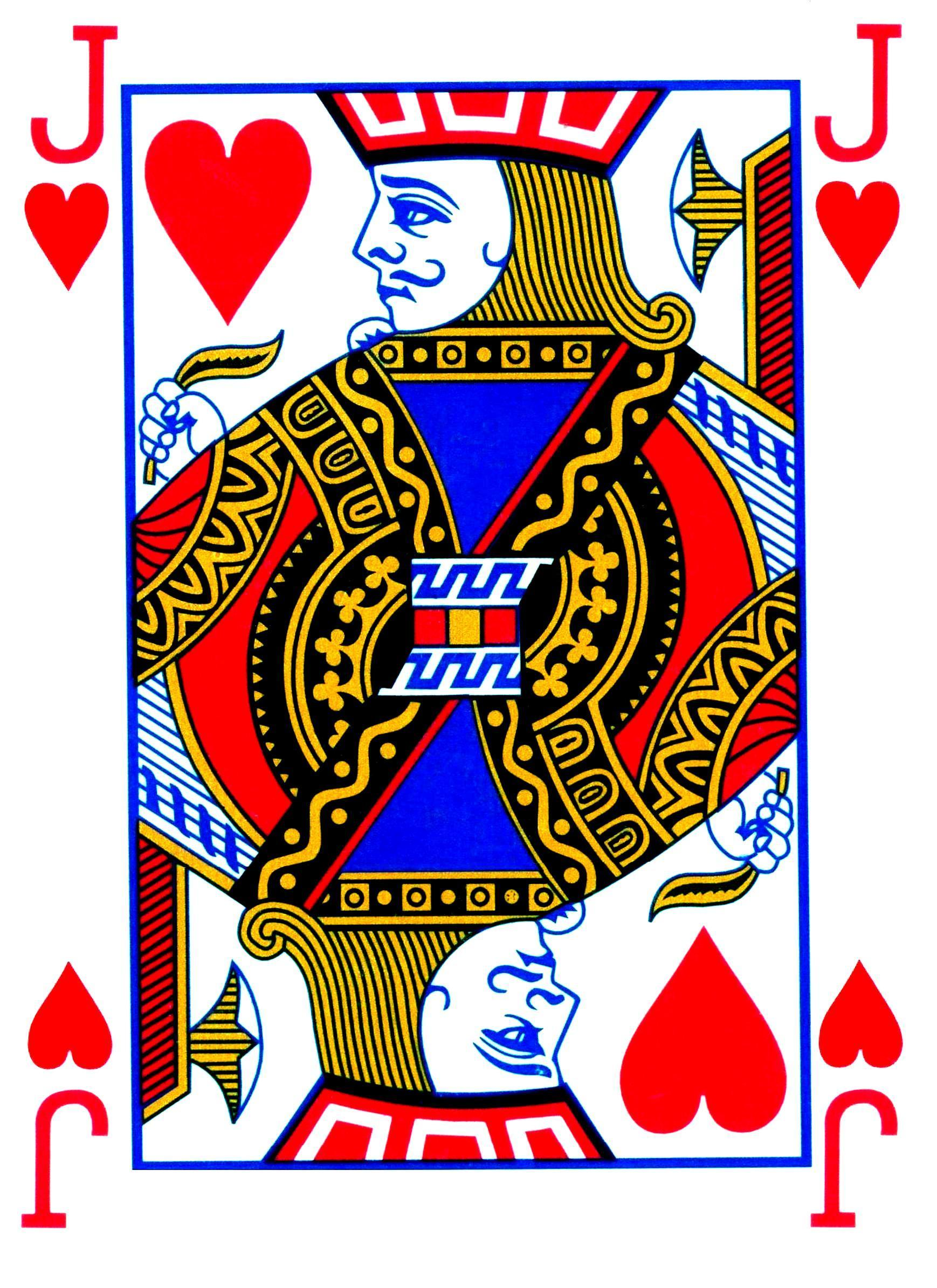
Baralla francesa usada pel joc.

Reversis és el nom d'un joc de cartes inventat al segle xvii que es considera l'avantpassat d'altres jocs populars com la Dame de Piques o el joc dels cors. Es tracta d'anar jugant mans intentant no fer els punts negatius i jugant amb les figures, especialment els asos, que acumulen mans dels propers torns. Una alternativa per guanyar, en comptes de fer les menys mans possibles, és fer-ne onze i revertir la situació, guanyant per molts més punts, d'aquí el nom de "Reversis" del joc.
El joc es va fer popular a França i Itàlia entre els cercles aristocràtics i des d'allà es va expandir a diverses corts europees amb variants locals. La complicació del sistema de puntuacions a mesura que el joc evolucionava va fer perdre adeptes i va estar a l'origen dels jocs actuals, simplificacions de les regles de Reversis.